# Secretaría General de Pesca
La Secretaría General de Pesca (SGP) de España es el órgano directivo del Ministerio de Agricultura, Pesca y Alimentación que, bajo la dependencia del ministro, es responsable de la Política Pesquera Común y de la gestión de otros fondos europeos destinados a la pesca y la acuicultura, así como de las competencias propias del Departamento sobre planificación y ejecución de la política en materia de pesca marítima en aguas exteriores y acuicultura, de ordenación básica del sector pesquero, de control e inspección y la lucha contra la pesca ilegal, la planificación de la actividad económica y orientación de mercado en materia de comercialización y transformación de los productos pesqueros y acuícolas, y la participación en la planificación y ejecución de la política de investigación en estos ámbitos.

## Historia
La Secretaría General de Pesca nace mediante Real Decreto 615/1978, de 30 de marzo, que creó en el entonces Ministerio de Transportes y Comunicaciones la «Subsecretaría de Pesca y Marina Mercante». En esta época, tenía también competencias sobre ordenación general del tráfico marítimo y se estructuraba mediante una Dirección General de Transportes Marítimos y la Dirección General de Pesca.
En octubre de 1980, la Subsecretaría se renombró como «Subsecretaría de Pesca», pues perdió las competencias sobre marina mercante, que se quedaron en el Ministerio de Transportes, al tiempo que el ramo de pesca se integró en el Ministerio de Agricultura.
Por Real Decreto 2924/1981, de 4 de diciembre, se renombró como «Subsecretaría de Pesca Marítima» y, un año después, por Real Decreto-ley de 7 de diciembre de 1982, aquellos órganos con rango de Subsecretaría que no fueran la del Ministerio, pasaron a denominarse secretarías generales, por lo que este órgano se renombró como Secretaría General de Pesca Marítima.
Para esta época, se componía de dos órganos directivos: la Dirección General de Ordenación Pesquera y la Dirección General de Relaciones Pesqueras Internacionales. Posteriormente, en 1991 se amplió a tres —Recursos Pesqueros, Estructuras Pesqueras y Mercados Pesqueros—, en 1996 se fusionaron las dos últimas direcciones.
Se mantuvo así hasta el año 2008, cuando se renombra este órgano como Secretaría General del Mar, debido a que abarcaba no solo el ámbito pesquero, sino competencias medio ambientales en lo relativo a la costa y el mar. A partir de 2010 perderá las competencias adquiridas en 2008 en favor de la Secretaría de Estado de Cambio Climático y mantendrá las suyas originales, si bien con la misma denominación hasta ser recuperada ésta a finales de 2011.
En 2008 la Dirección General de Estructuras Pesqueras y Mercados Pesqueros se renombró en 2008 como Dirección General de Ordenación Pesquera y, desde 2017, como Dirección General de Ordenación Pesquera y Acuicultura, mientras que la Dirección General de Recursos Pesqueros pasó a denominarse Dirección General de Pesca Sostenible en 2020.

## Estructura
De la Secretaría General dependen los siguientes órganos:
- La Dirección General de Pesca Sostenible.
- La Dirección General de Ordenación Pesquera y Acuicultura.
- La Subdirección General de Coordinación y Gestión, a la que corresponden las relaciones institucionales y las funciones de planificación, programación y coordinación de las actividades de la Secretaría General, así como la interrelación de las bases de datos de la Secretaría General y el análisis y elaboración de informes estratégicos sobre el sector. La elaboración, ejecución, control y seguimiento del presupuesto de la Secretaría General, así como las funciones de apoyo a las unidades competentes de la Subsecretaría y de la Secretaría General en materia de gestión presupuestaria y de recursos humanos así como en materia de control de la ejecución de fondos de la UE, sin perjuicio de las competencias de la autoridad de gestión. Asimismo, le corresponde proponer y gestionar las actividades del buque escuela de cooperación pesquera de la Secretaría General (Intermares (A-41)), incluyendo las de cooperación con países terceros.
- La Subdirección General de Asuntos Jurídicos y Gobernanza Pesquera Internacional, a la que corresponden las funciones de asesoramiento e informe jurídico a la Secretaría General en el ámbito de sus competencias, así como de colaborar y asesorar en la gobernanza pesquera internacional, en especial el seguimiento de la Convención de las Naciones Unidas sobre el Derecho del Mar y normas de desarrollo.

### Adscripciones
- Las áreas funcionales de agricultura y pesca, integradas en las Delegaciones del Gobierno, en el ámbito de sus competencias.

## Secretarios generales
El Secretario General de Pesca preside el Comité Consultivo del Sector Pesquero y la Comisión Sectorial Pesquera. La actual secretaria general es María Isabel Artime García, desde febrero de 2023.

## Presupuesto
La Secretaría General de Pesca tiene un presupuesto asignado de 88 545 530 € para el año 2023. De acuerdo con los Presupuestos Generales del Estado para 2023, la SGP participa en tres programas:
| Nº Programa                                         | Programa | Dotación     | Ref.   |
| --------------------------------------------------- | --- | ------------ | ------ |
| 411M                                                | Dirección y Servicios Generales de Agricultura, Pesca y Alimentación                                              | 1 830 730 €  | [ 12 ] |
| 415A                                                | Protección de los recursos pesqueros y desarrollo sostenible a través de la Dirección General de Pesca Sostenible | 24 370 640 € | [ 13 ] |
| 415B                                                | Mejora de estructuras y mercados pesqueros a través de la Dirección General de Ordenación Pesquera y Acuicultura  | 62 344 160 € | [ 14 ] |
| Total presupuesto de la Secretaría General de Pesca | Total presupuesto de la Secretaría General de Pesca                                                               | 88 545 530 € |        |